# Mae Ho-young
Mae Ho-young (* 28. April 1971) ist ein südkoreanischer Fußballschiedsrichter. Er ist seit 2007 K-League-Schiedsrichter und pfeift Spiele der K League Classic und der K League Challenge.